# Kornajärvi
Kornajärvi är en sumpmark i Finland.   Den ligger i landskapet Norra Österbotten, i den centrala delen av landet, 500 km norr om huvudstaden Helsingfors.